# 林美沙里
林 美沙里（はやし みさり、1991年4月23日 - ）は、東京都出身の元女優。元スペースクラフトジュニア。血液型はB型。特技はバトンを早くまわすこと。

## テレビ
- 「元禄繚乱」（1999年、NHK）
- 「特捜TV!ガブリンチョ」（テレビ朝日）
- おはスタ「おはキッズ・ファッション探偵団にも参加」2001 - 2002年度（テレビ東京）
- F‐2「小・中学生のバレンタイン事情」（フジテレビ）

## CM
- 講談社「東京ディズニーランド」
- コカコーラ「ジョージア」
- コナカ
- トミー（現・タカラトミー）「シェフミッキー」